# Albrechtshof (Berlin)
Albrechtshof liegt im Nordwesten des Ortsteils Berlin-Staaken.

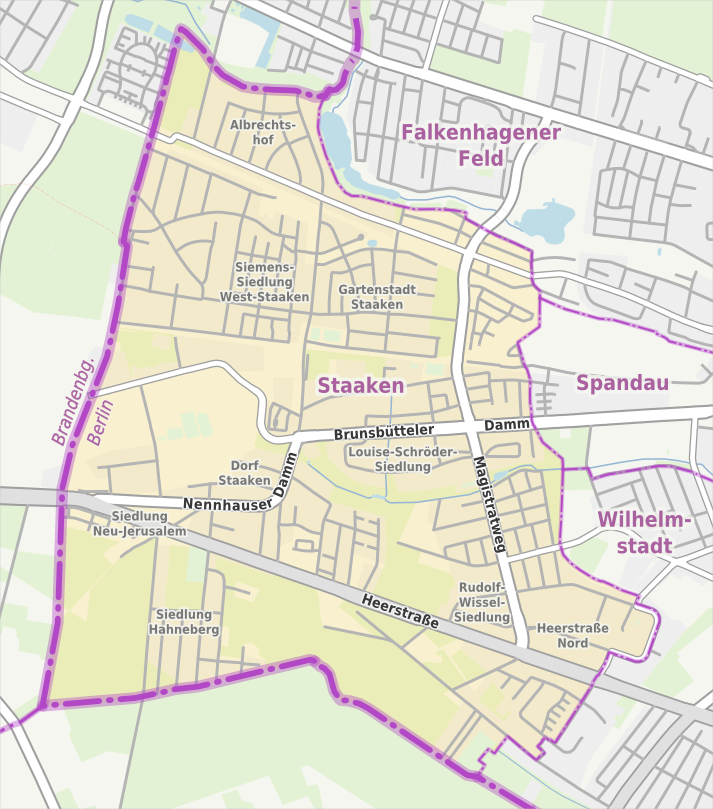
Lage in Berlin-Staaken

Albrechtshof wird begrenzt vom Finkenkruger Weg, dem Land Brandenburg und der Hamburger Bahn. Hier gibt es hauptsächlich freistehende Einfamilienhäuser mit grünen Gärten. Bis Mitte des 20. Jahrhunderts wurde Albrechtshof Kolonie Albrechtshof genannt.
Die Hamburger Bahn hält kurz vor der Grenze mit Brandenburg am Bahnhof Berlin-Albrechtshof.